# Microcoelia nyungwensis
Microcoelia nyungwensis är en orkidéart som beskrevs av Lars Jonsson. Microcoelia nyungwensis ingår i släktet Microcoelia och familjen orkidéer. Inga underarter finns listade i Catalogue of Life.